# Васильевский остров

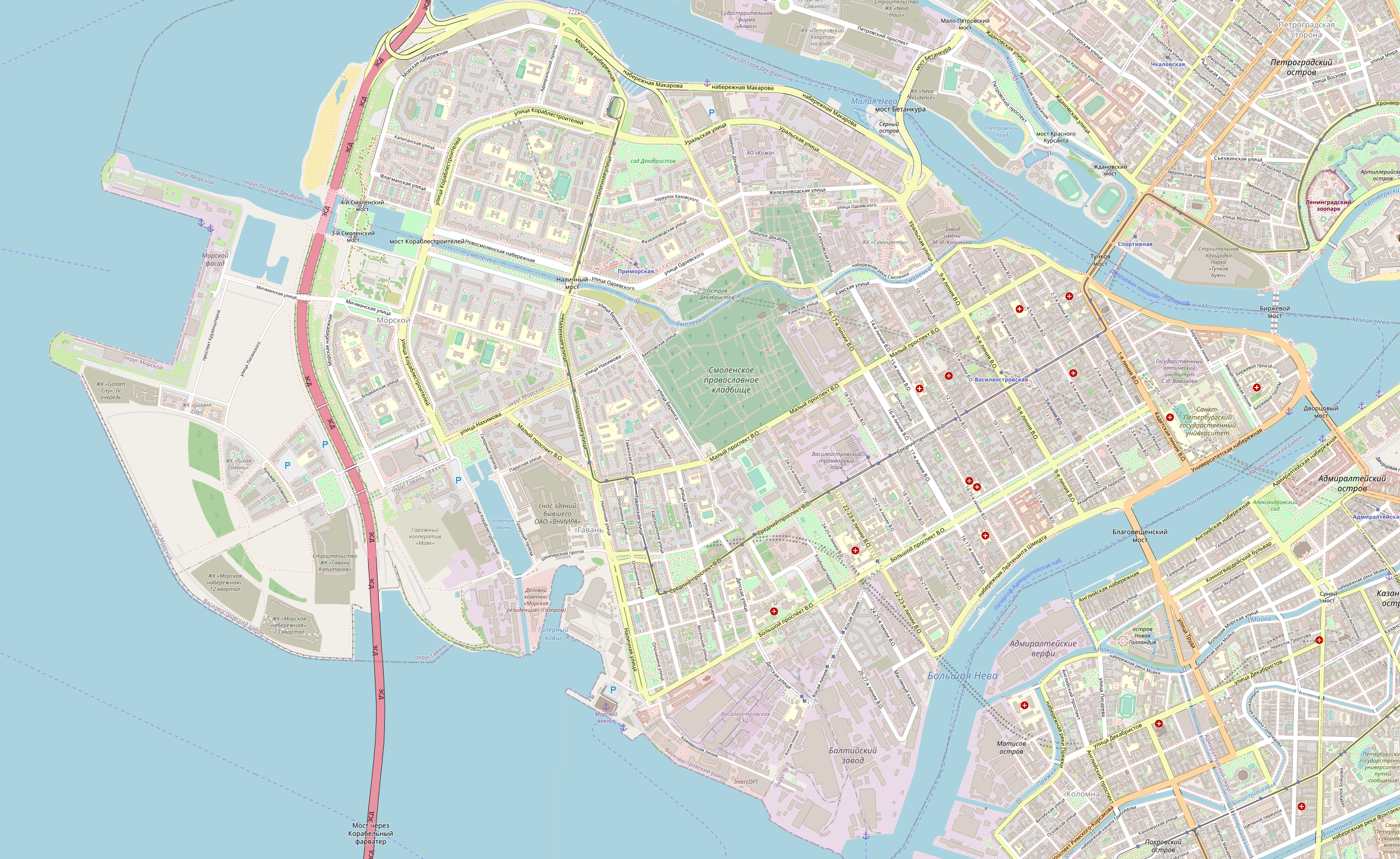

Васи́льевский о́стров (общепринятое сокращение — В. О.) — остров в дельте реки Невы. Входит в состав Санкт-Петербурга, занимая основную часть Василеостровского района.
Наибольшая протяжённость: с севера на юг — 4,2 км, с запада на восток — 6,6 км. Площадь — 13,9 км² с намывными территориями (до 2009 года 10,9 км²). Возвышается над уровнем воды (ординаром) до 3,5 м. Был крупнейшим островом в дельте Невы, до сооружения Обводного канала в XVIII—XIX вв. и появления Безымянного острова. Сейчас занимает второе место по площади.
Имея плотность населения 13 428 чел/км² (2017), является самым густонаселённым островом России.

## Происхождение названия

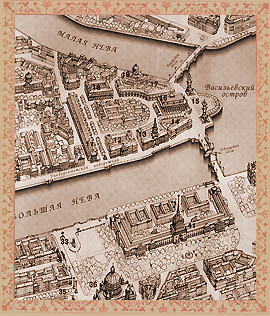

Точное происхождение названия острова не установлено. Известно древнее прибалтийско-финское (ижорское) название этого острова — Хирвисаари (Hirvisaari 'Лосиный остров').
Упомянут как «Васильев остров» в устье Невы в Новгородской писцовой книге 1500 года в списке Никольского Ижерского (Ижорского) погоста.
Известно также письмо от 2 июля 1426 года из Нарвского магистрата властям города Ревеля, где упоминается русский под именем Сава (Sabe) с Васильева острова (Wassilighenholm), что на Неве (in der Nu). При этом со средненижненемецкого слово «wassilighenholm» можно перевести и как «Васильевская горка», и как «Васильевский остров».
На карте, датируемой 1630 годами и опубликованной в 1898 году в приложении к монографии шведского учёного Карла Эландера (швед. Carl Öhlander), нынешний Васильевский остров подписан как «Wasilij ostroff eller Hirvisarj by och Holmen» («Василий остров или Хирвисари деревня и остров»). Существование у Васильевского острова параллельных прибалтийско-финского и русского названий не является исключением. Например, нынешний остров Петроградская сторона в прошлом был известен как Koivosaari (швед. Bjerkenholm), а в писцовой книге 1640 года упоминается как «Фомин остров».
В начале XVIII века на Стрелке Васильевского острова была устроена артиллерийская батарея Василия Корчмина, что по мнению некоторых историков способствовало закреплению наименования Васильевский остров, который после основания Санкт-Петербурга и до середины XVIII столетия имел несколько наименований (Княжеский, Меншиков, Преображенский).
Также существует версия, что название острова происходит от искажённого финского названия местности — Васиккасаари, что значит «Телячий остров». Однако в отличие от Хирвисаари, название Васиккасаари не встречается на картах устья Невы и в писцовых книгах. Более того, до XIX века среди местных прибалтийско-финских народов — ижор и води — скотоводство было слабо развито. Эти народы издревле занимались рыболовством.
Название Васильевско́й (а не Васильев) уже было в употреблении в начале XVIII века. В письме И. Я. Яковлева Меншикову от 21 августа 1706 года отмечается: «При Санкт Петер Бурхе архитектурного дела мастер, которой у строения дому вашего сиятельства, что на Васильевском острову, подал нам роспись, что потребно ко украшению того дому купить на обивку по стенам шпалер, зеркол, стулов и протчих тому подобных вещей». А. И. Богданов в «Описании Санктпетербурга» (1751) пишет «Остров Васильевской, величеством пространный, красотою нарочитой, лежит промеж устий Большой Невы и Малой Невки, при самом взморье, строением каменных полат доволно изнастроенный, а деревянным строением преизобилно населенный, и все оное строение, имеющееся на нём, преизрядной архитектории».

## История застройки и увеличения территории

### XVIII—XIX века

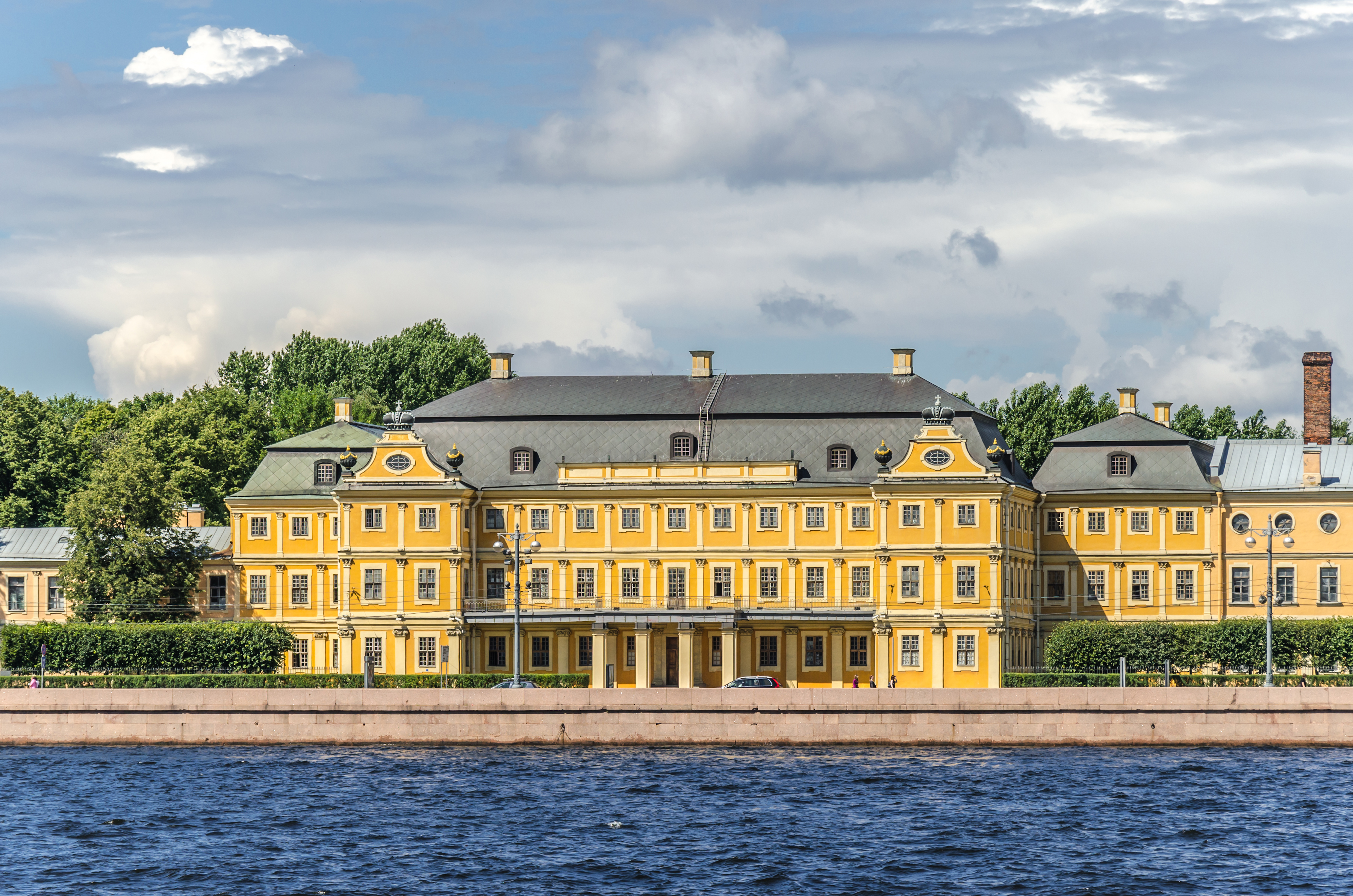
Меншиковский дворец

В 1703—1715 годах территория острова почти не застраивалась. В 1710—1720 годах было построено первое каменное здание Санкт-Петербурга — Меншиковский дворец для князя А. Д. Меншикова, также на Стрелке острова находились ветряные лесопильни. Освоение территории началось в середине 1710-х годов, когда у Петра I возник план создать на острове город, подобный городам Европы — Санкт-Петербург. По проектам, разработанным в 1716, 1718 и в 1720-х[уточнить] годах архитектором Д. Трезини, распланирована сеть параллельных улиц-каналов и пересекающих их проспектов, ставшая основой дальнейшей застройки.
Хотя от идеи улиц-каналов позже отказались, эти улицы по-прежнему называются линиями.
В восточной части острова и вблизи набережной Большой Невы сосредоточились основные жилые и общественные постройки: здание Двенадцати коллегий, Кунсткамера, здание Петербургской Академии наук и другие. С 1737 года входил в Васильевскую часть Санкт-Петербурга, днём рождения Василеостровского района Санкт-Петербурга принято считать 15 сентября 1737 года. В 1730-х годах сюда был перемещён Петербургский порт, что способствовало дальнейшей застройке.
В 1738 году учреждено духовной властью, что было подтверждено в 1756 году указом светской власти, Смоленское православное кладбище, которое со временем стало представлять собой «уникальный комплекс, имеющий огромную историческую и художественную ценность».
Район Стрелки Васильевского острова с начала XIX века стал важным архитектурным ансамблем. В конце XVIII — начале XIX веков на острове были сосредоточены почти все научные и учебные заведения города: Петербургская Академия наук, Библиотека Академии наук, Академия художеств, Горный институт, Морской кадетский корпус, Петербургский университет.
В 1843—1850 годах был сооружён первый постоянный мост через Большую Неву (Благовещенский мост), связавший Васильевский остров с Адмиралтейской стороной. Во второй половине XIX — начале XX веков на острове велось активное жилищное строительство, появились новые общественные здания. В южной и северной частях острова возник ряд крупных промышленных предприятий (заводы: Трубочный, «Сименс-Гальске», Кабельный, «Сименс-Шуккерт» и другие, крупнейший — Балтийский завод). 16 (29) сентября 1907 года из старейшего в городе Василеостровского трамвайного парка вышли вагоны в первые регулярные рейсы. Сейчас в исторических ангарах расположен Музей электротранспорта. В конце XIX века на Васильевском острове начала свою работу в Санкт-Петербурге фирма «Эрикссон»: она арендовала дом № 9 по 20-й линии, где разместила телефонную фабрику, которая работала в этом доме в 1897—1901 годах.

### XX—XXI века

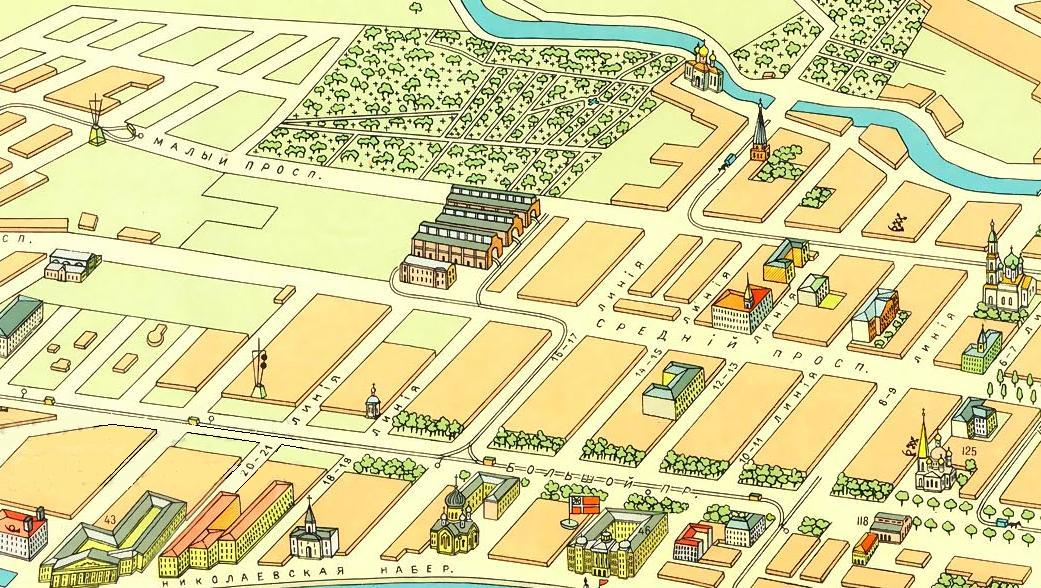
Фрагмент карты 1913 года

В 1917 году Васильевский остров и соседний остров Голодай (ныне остров Декабристов) вошли в состав Василеостровского района (в 1936—1961 годах часть Васильевского острова к западу от 12-й и 13-й линий образовывала отдельный Свердловский район).
В 1920-х годах началась реконструкция западной части острова.
В 1950—1960[уточнить] годах продолжалась застройка района Гавани и реконструкция Большого проспекта Васильевского острова. В конце 1960-х годов началось формирование нового района в западной части острова, являющегося морским фасадом Санкт-Петербурга (сооружался на намывных территориях, руководитель проекта архитектор С. И. Евдокимов, позднее — архитекторы В. А. Сохин и В. Н. Соколов), в его составе — Морской вокзал — центр ансамбля площади Морской Славы, Морская набережная, гостиница «Прибалтийская».
Новая застройка формируется вместе с продвижением намывных территорий к западу, в сторону Финского залива, от Наличной улицы, название которой соответствует по смыслу слову «набережная», но которая уже давно не выходит непосредственно к морю. К западу от Наличной улицы формируются новые практически меридиональные опоясывающие магистрали — улицы Кораблестроителей и незавершённая Морская набережная (которая в связи с дальнейшим намывом земель в начале XXI века в рамках проекта «Морской фасад» также утрачивает актуальность своего названия). Западнее последней во втором десятилетии XXI века строится участок трассы Западного скоростного диаметра, который должен соединить кратчайшим путём северный и южный берега Финского залива.
Развивался район устья реки Смоленки с Новосмоленской набережной. На левом берегу возведён ряд интересных многоэтажных жилых зданий на бетонных «ногах» для предотвращения затопления при ежегодных наводнениях, а на правобережье (то есть со стороны острова Декабристов) возведён вдоль реки один из самых длинных домов в Петербурге (Новосмоленская наб., д. 1), оформляющий большой квартал. В этом здании разместился престижный в перестроечные годы Центр фирменной торговли.
Обустройство и градостроительное завершение самого устья Смоленки до сих пор не окончено. В самом устье на существующем небольшом прямоугольном острове, соединённом с берегами четырьмя мостами, планировалось возвести некое величественное, хорошо видное с моря, сооружение — монумент Октябрьской революции с памятником Ленину, но проект остался неосуществлённым.
Теперь этот участок территории уже непосредственно к морю не выходит из-за появления в начале XXI века следующих намывных территорий под проект «Морской фасад», в рамках которого построены причалы для приёма паромов и крупнейших морских круизных лайнеров и будут строиться многоэтажные жилые комплексы. В 2012 году было объявлено о планах построить на искусственном островке в устье Смоленки авангардного здания Театра песни Аллы Пугачевой. В 2018 году власти города решили создать парк вместо театра, отказав ООО «Театр песни» в выделении участка под строительство. Не согласившись с этим решением, руководство театра обратилось в суд.
Предыдущие планы застройки островка в постсоветское время включали возведение там филиала или перенос в целом Центрального военно-морского музея, в том числе в виде пирамиды, увенчанной гигантской статуей «морского» апостола Андрея Первозванного работы Альберта Чаркина, гостиницу или бизнес-центр.

### Морской фасад
В 2006—2016 годах Правительство Санкт-Петербурга реализовало проект «Морской фасад», в рамках которого площадь острова была искусственно увеличена на 30 % в западной части в сторону Невской губы и построен новый морской порт.
Новый Морской пассажирский порт используется для приёма пассажирских паромов, курсирующих между столицами стран балтийского региона, и океанских круизных лайнеров, которые из-за большой осадки не могут пришвартоваться на Неве (как это делают пассажирские суда меньшего тоннажа) и не очень хотят в малопригодном для пассажиров основном грузовом Морском торговом порту города, как это обычно делалось ранее с самыми крупнотоннажными судами. Некоторую обеспокоенность части общественности вызывают планы по приёму с паромов на Васильевском острове автомобильных контейнерных грузов, необходимому, по мнению его инициаторов, для всесезонной рентабельности порта. Эта обеспокоенность связана со сложностью транспортной ситуации на острове, выездах с него и с возможным ухудшением экологической обстановки в соседних с трассами жилых кварталах.

## Транспортное сообщение с другими районами города

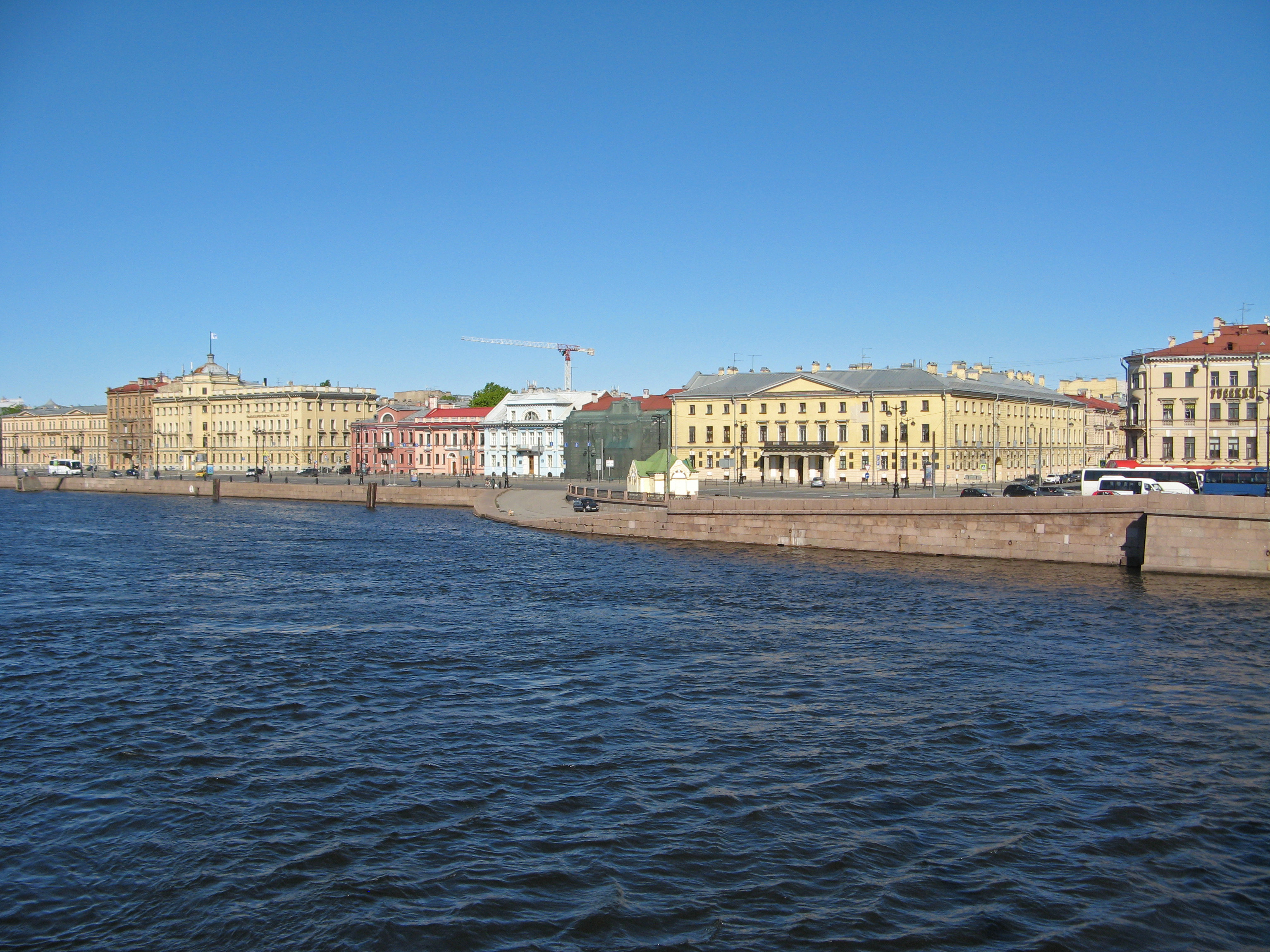
Набережная Лейтенанта Шмидта

Остров соединён разводными Благовещенским и Дворцовым мостами через Большую Неву с центром города (Адмиралтейским островом), Тучковым и Биржевым через Малую Неву — с Петроградской стороной; с соседним островом Декабристов он соединён четырьмя неразводными мостами через реку Смоленку — Уральским, Смоленским, Наличным и мостом Кораблестроителей, а также одним пешеходным Ново-Андреевским мостом. С искусственным островом в устье реки Смоленки его соединяют два — 1-й Смоленский и 3-й Смоленский мосты, по которым официальные транспортные городские магистрали ещё не построены.
Через остров Декабристов Васильевский остров связан с северными и южными районами города посредством неразводных мостов Западного скоростного диаметра (был построен в декабре 2016 года), а через неразводной мост Бетанкура — c Петроградской стороной (открыт 13 мая 2018 года).
Планировавшееся в конце срока полномочий губернатора В. И. Матвиенко строительство Ново-Адмиралтейского моста в створе 22—23-й линий с приходом к власти администрации губернатора Г. С. Полтавченко находится[когда?] под вопросом, в связи с сокращением доходов городского бюджета.
На острове находятся станции метро «Василеостровская», «Горный институт» и второй (южный) вестибюль станции «Спортивная». Кроме этого, в непосредственной близости от Васильевского — на острове Декабристов расположена станция «Приморская».
Трамвайная линия острова связана с общегородской трамвайной сетью по Тучкову мосту.
На острове существует железнодорожная линия, принадлежащая Балтийскому заводу, с материковой железнодорожной сетью связь осуществляется с помощью парома к станции «Новый Порт».
В феврале 2019 года власти города выбрали места для двух новых станций метро «Гавань» и «Морской фасад» на Васильевском острове. Новый участок подземки будет следовать за станциями «Театральная» и «Горный институт». «Гавань» откроют на пересечении Наличной улицы и Шкиперского протока, а «Морской фасад» — рядом с Финским заливом, недалеко от одноимённого порта.

## Фотогалерея

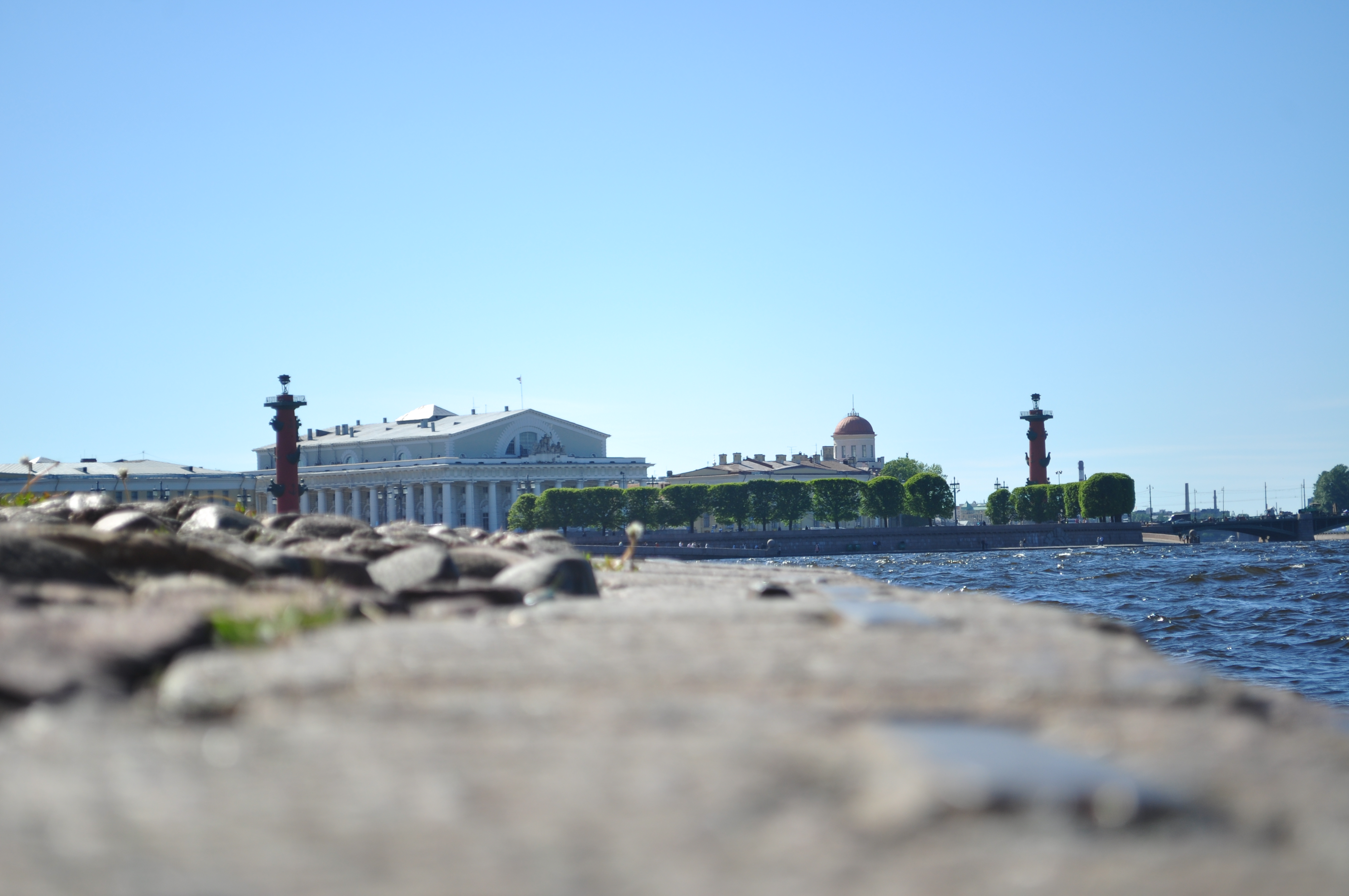
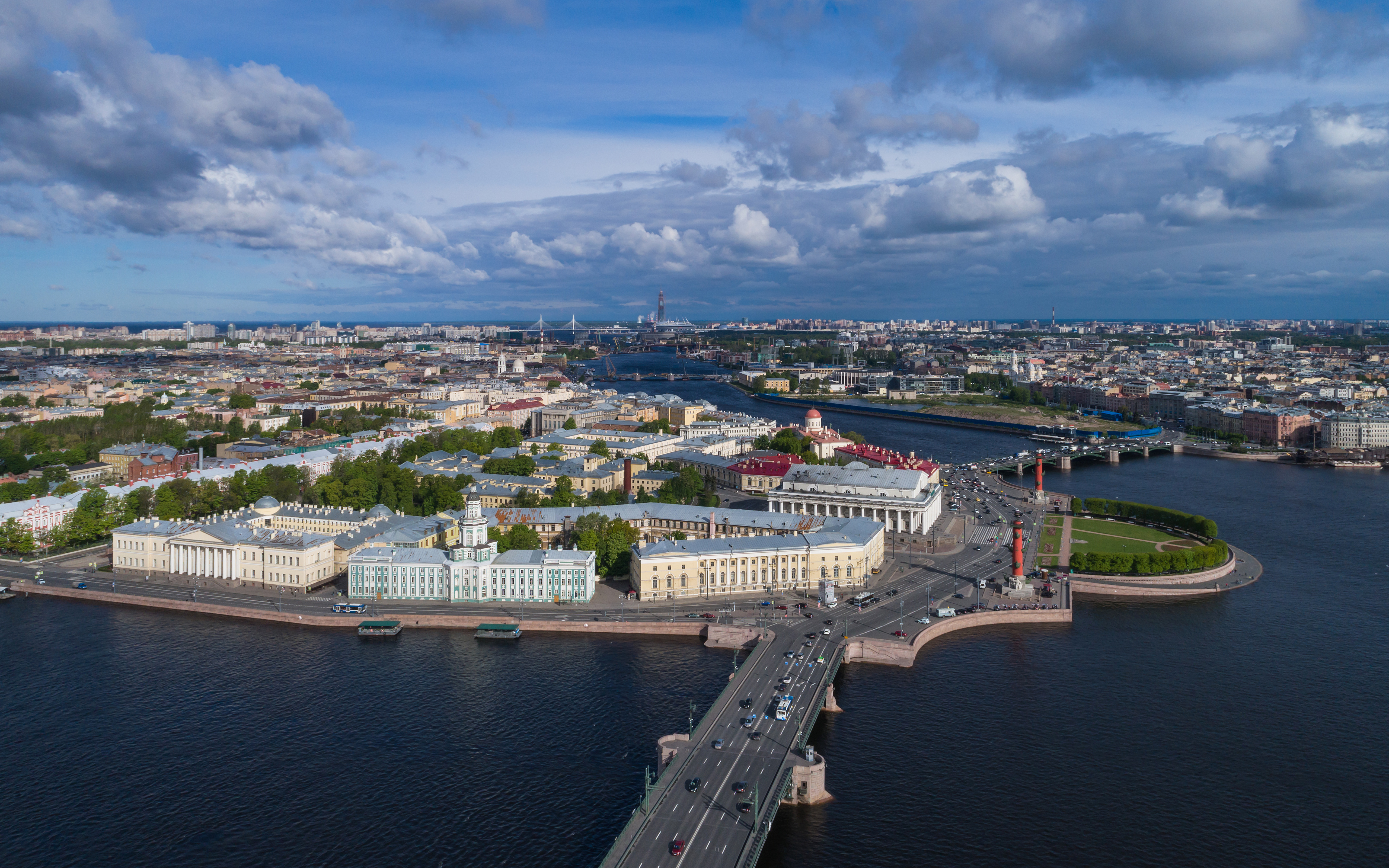
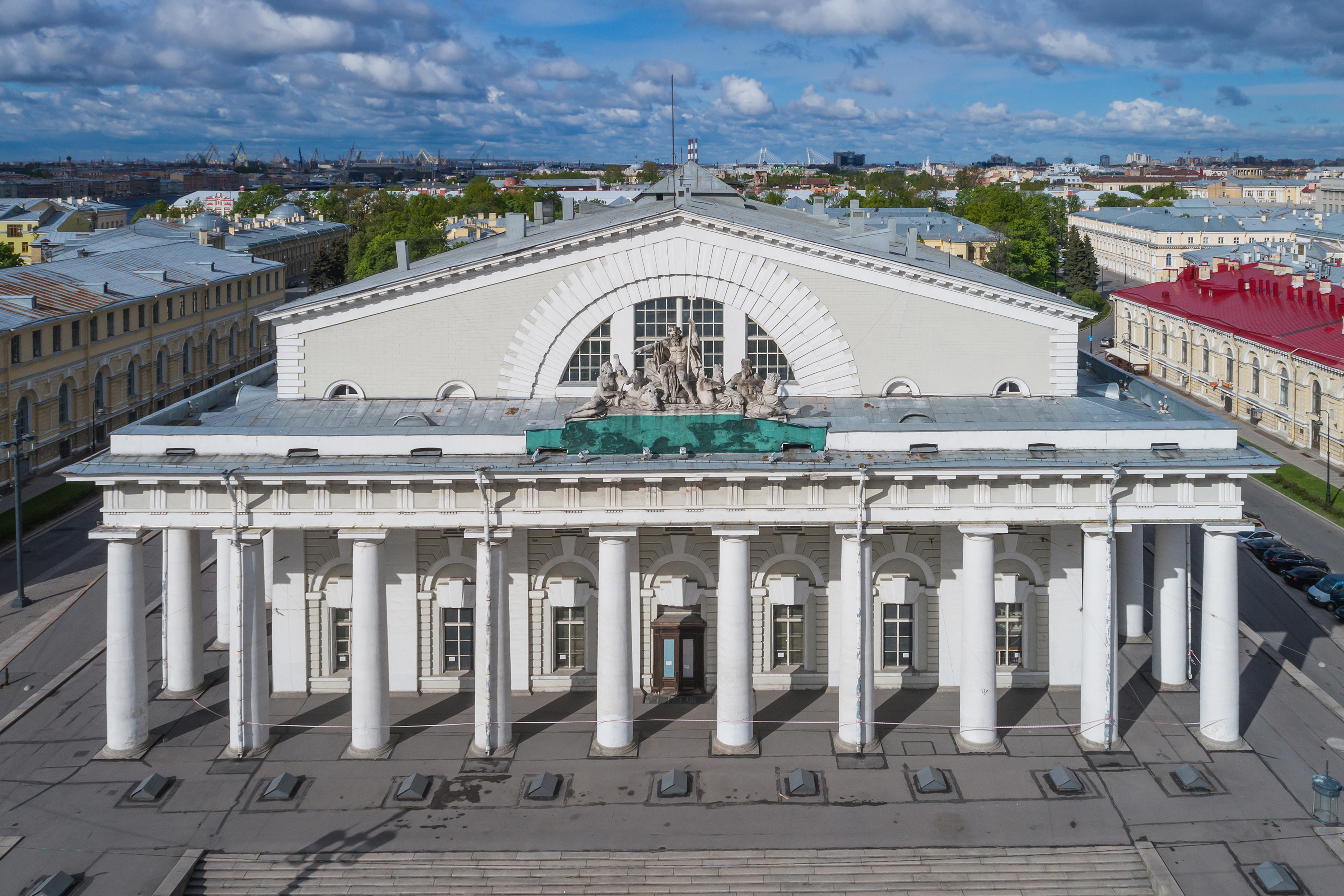